# رود آدلاید
رود آدلاید (به انگلیسی: Adelaide River) یک رود در استرالیا است که در قلمرو شمالی واقع شده‌است.